# Chris Benoit
Christopher Michael Benoit (n. 21 mai 1967, d. 24 iunie 2007) a fost un wrestler canadian care a activat în promoțiile Extreme Championship Wrestling, World Championship Wrestling și World Wrestling Entertainment. A fost declarat de numeroși specialiști ca fiind unul dintre cei mai tehnici wrestleri din istoria acestui sport.El a fost foarte iubit și pentru piesa sa de intrare whatever care este una dintre cele mai apreciate din istorie.
Pe data de 25 iunie 2007, Benoit a fost găsit mort la domiciliu, împreună cu soția și fiul său, Daniel.
WWE și-a anulat emisiunea Monday Night RAW de luni seara, în locul acesteia fiind difuzat un program înregistrat în memoria celui ce a fost Chris Benoit.

## Deces
Locotenentul Tommy Pope de la departamentul poliției din Fayette Couny, Georgia a declarat la ABC News că un echipaj de poliție a fost trimis la reședința sportivului, după ce acesta nu s-a prezentat la câteva întâlniri programate pe durata weekendului. Pope a declarat de asemenea că autoritățile nu caută în prezent alți suspecți din afara casei și că obiectele cu care au fost înfăptuite crimele au fost găsite la locul incidentului.
În aceeași zi, procurorul Bo Turner de la departamentul poliției din Fayette Couny, Georgia a declarat televiziunii WAGA-TV că situația este tratată ca un caz de dublă omucidere, urmate de o sinucidere. Televiziunea a precizat că oficialitățile sunt de părere că Benoit și-a omorât soția și copilul în weekend și s-a sinucis în cursul zilei de luni.
În cadrul unei conferințe de presă desfășurată pe data de 26 iunie, procurorul districtual Scott Ballard a confirmat faptul că Chris Benoit și-a ucis soția și fiul. Corpul soției sale a fost găsit într-una din camerele reședinței, legat la mâini și la picioare. Atât moartea soției cât și a fiului s-a produs prin asfixiere. Oficialitățile sunt de părere că soția și-a pierdut viața pe parcursul zilei de vineri, fiul său a murit sâmbătă iar Benoit s-a sinucis ulterior, sâmbătă seara sau duminică dimineața. Corpul lui Benoit a fost găsit la subsolul locuinței, în camera de antrenamente. Sportivul a fost găsit spânzurat cu un cablu de la unul din aparatele de exerciții musculare. Oficialii au declarat că lângă corpul ambelor victime (soția Nancy și copilul Daniel) au fost găsite câte o Biblie.Al 2-lea suspect ar putea fi Kevin Sullivan ,care a fost soțul lui Nancy(soția lui Chris Benoit)care divorțase de el pentru că era satanist.

## Controversa de pe Wikipedia
O declarație privind moartea lui Nancy Benoit a fost adăugată la articolul Wikipedia Chris Benoit, cu 14 ore înainte ca poliția să fi descoperit corpurile lui Benoit și familia sa. Această adăugire aparent prescientă a fost inițial raportată pe Wikinews și mai târziu pe Fox News. Articol original: "Chris Benoit a fost înlocuit de Johnny Nitro pentru meciul pentru Campionatului Mondial ECW de la Vengeance, deoarece Benoit nu a fost acolo din cauza problemelor personale, care rezultă din moartea soției sale Nancy". Expresia "care decurge din moartea soției sale Nancy" a fost adăugată la ora 12:01 AM EDT la 25 iunie, în timp ce poliția din districtul Fayette a descoperit trupurile familiei Benoit la ora 2:30. EDT (14 ore, 29 minute mai târziu). Adresa IP a editorului a fost trasată la Stamford, Connecticut, care este și sediul sediului WWE. După ce știrile despre moartea timpurie au ajuns la mass-media, posterul anonim a accesat Wikinews pentru a explica editarea sa ca o "coincidență uriașă și nimic mai mult".
Detectivii de poliție "au confiscat echipamentul informatic de la omul care a ținut răspunzător de postările" și au făcut apel la o "încurcătură" de necrezut la investigația lor, dar au crezut că altfel nu au fost implicați. Omul a găsit mai multe zvonuri on-line, care au susținut teoria sa despre "urgența familială" a lui Benoit, așa cum sa raportat în știrile de lupte.
1. 1 2  Chris Benoit, Find a Grave, accesat în 9 octombrie 2017
2. ↑  „Chris Benoit”, Internet Movie Database
3. ↑  Pro-Wrestler Chris Benoit Killed Family, arhivat din original la |archive-url= necesită |archive-date= (ajutor)